# Nicolae Bălcescu, Constanța
Nicolae Bălcescu là một xã ở hạt Constanţa, România.
Xã này có hai làng:
- Nicolae Bălcescu (tên lịch sử: Danachioi, tiếng Thổ Nhĩ Kỳ: Danaköy; Carol I) - được đặt tên theo nhà sử học và nhà cách mạng Romanian Nicolae Bălcescu
- Dorobanţu (tên lịch sử: tiếng Thổ Nhĩ Kỳ: Bilar'ar)